# Tillodenops brunneus
Tillodenops brunneus là một loài bọ cánh cứng trong họ Cleridae. Loài này được Hintz miêu tả khoa học năm 1905.